# MDPBP
MDPBP（化学名：3',4'-亚甲二氧己-α-吡咯烷基苯丁酮）是一种含氮有机化合物，化学式为C15H19NO3，属于吡咯烷基卡西酮衍生物，1960年代作为兴奋剂研发，后成为新型毒品。